# Druento
Druento és un comune (municipi) de la ciutat metropolitana de Torí, a la regió italiana del Piemont, situat a uns 12 quilòmetres al nord-oest de Torí. A 1 de gener de 2019 la seva població era de 8.863 habitants.
Druento limita amb els següents municipis: Fiano, La Cassa, Pianezza, Robassomero, Venaria Reale, Collegno i San Gillio.